# Okręg wyborczy Melbourne
Okręg wyborczy Melbourne (Division of Melbourne) – jednomandatowy okręg wyborczy do australijskiej Izby Reprezentantów, obejmujący powierzchnię 53 km² i liczący ok. 98,5 tysiąca wyborców. Obejmuje najstarszą część Melbourne, stolicy stanu Wiktoria i drugiego co do wielkości miasta Australii. 
Okręg istnieje nieprzerwanie od pierwszych australijskich wyborów federalnych w 1901 roku. Do 2010 stanowił absolutny bastion Australijskiej Partii Pracy (ALP), której kandydaci wygrywali tu we wszystkich wyborach od 1904 roku. W 2010 okręg przeszedł pod kontrolę Australijskich Zielonych.  

## Deputowani
| od      | do      | osoba             | partia                    |
| ------- | ------- | ----------------- | ------------------------- |
| 1901    | 1904    | Malcolm McEacharn | Partia Protekcjonistyczna |
| 1904    | 1940    | William Maloney   | Australijska Partia Pracy |
| 1940    | 1972    | Arthur Calwell    | Australijska Partia Pracy |
| 1972    | 1983    | Ted Innes         | Australijska Partia Pracy |
| 1983    | 1993    | Gerry Hand        | Australijska Partia Pracy |
| 1993    | 2010    | Lindsay Tanner    | Australijska Partia Pracy |
| od 2010 | od 2010 | Adam Bandt        | Australijscy Zieloni      |